# Chiesa dei Santi Ildefonso e Tommaso da Villanova
La chiesa dei Santi Ildefonso e Tommaso da Villanova è una chiesa di Roma, sita nel rione Colonna, in via Sistina. All'interno, si può ammirare l'importante Adorazione dei pastori, opera di Francesco Grassia del 1670.

## Storia
Essa fu costruita nel Seicento, officiata dagli agostiniani scalzi spagnoli, e dedicata a due Santi di origine spagnola, Ildefonso di Toledo (607-667) e Tommaso di Villanova (1488-1555). L'architettura si deve almeno in parte, secondo Filippo Titi, al domenicano siciliano fra Luigi Paglia.
La facciata, di stile prettamente barocco, è opera di Francesco Ferrari e risale al 1725. Durante la presenza dei Francesi a Roma tra la fine del Settecento e l'inizio dell'Ottocento la chiesa cadde in rovina e fu sconsacrata. In seguito, è stata riaperta al culto e lo è tuttora. 

## Descrizione

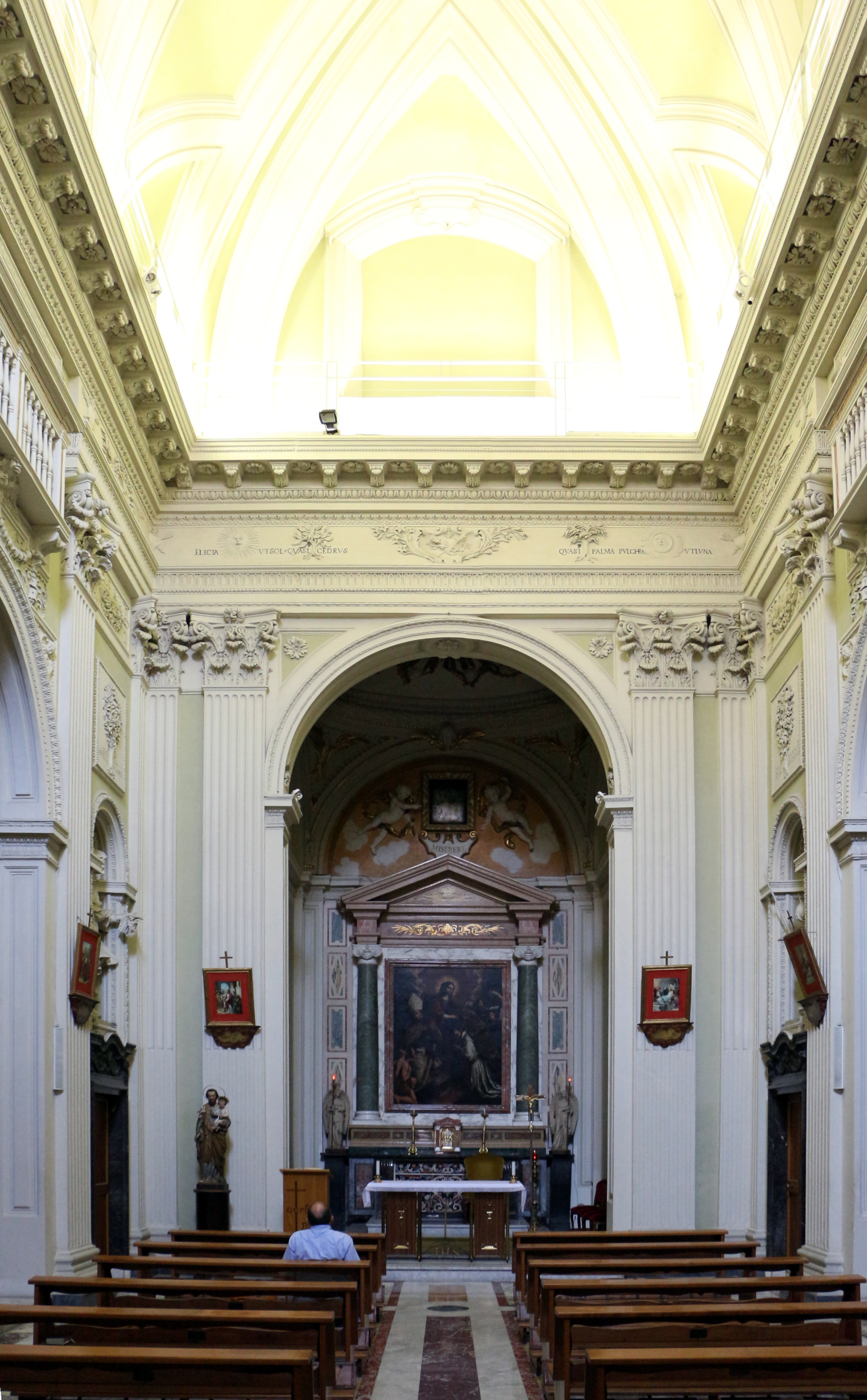
L'interno

L'interno della chiesa si presenta a navata unica. La trabeazione è decorata da un fregio in stucco con dei titoli e degli attributi simbolici legati alla Vergine Maria, e sopra la porta d'accesso è presente un cartiglio con la scritta Maria de Copacavana ora pro nobis ("Maria di Copacabana prega per noi"). La Madonna di Copacabana è venerata nell'omonima città della Bolivia, dove gli agostiniani avevano costruito una chiesa in suo onore.
La pala d'altare, risalente al diciassettesimo secolo, ritrae i santi Agostino e Monica al cospetto della Madonna. Inizialmente sull'altare si trovava una pala ritraente la Madonna di Copacabana (la prima in Italia su questo soggetto), attribuita al pittore siciliano Placido Siculo.
La prima cappella laterale del lato destro è dedicata alla Natività e presenta l'Adorazione dei pastori di Francesco Grassia. La seconda cappella di destra è dedicata all'Immacolata Concezione. La prima cappella del lato sinistro è dedicata alla Madonna di Guadalupe, riprodotta in una pala d'altare dell'artista spagnolo Giovanni Correa di Murcia (che secondo le fonti fu la prima copia dell'icona messicana a essere collocata a Roma). La seconda cappella di sinistra è dedicata al Sacro Cuore di Gesù.
Tra gli archi delle cappelle laterali si trovano delle nicchie che ospitano le statue di sei santi, che sono Chiara da Montefalco, Alipio di Tagaste, Luigi IX di Francia, Ferdinando III di Castiglia, Fulgenzio di Ruspe e Rita da Cascia.